# Honoré Caille du Fourny
Pour les articles homonymes, voir Caille (homonymie) et Fourny.
Honoré Caille du Fourny, né à Paris en septembre 1630 et mort dans la même ville le 20 février 1713, dans le quartier Saint-Paul, est un savant généalogiste français de l'époque de Louis XIV, proche du père Anselme, moine augustin généalogiste.

## Biographie
Honoré Caille est le fils de Jean Caille, seigneur du Fourny, secrétaire du roi, et Bonne de Mauroy, fille d'Honoré de Mauroy, seigneur de Batelly, de Verrières et de Saint-Martin-sur-Seine, secrétaire du roi, et de Bonne le Lièvre. Il détient la seigneurie du Fourny, à Montigny-le-Gannelon, à quelques kilomètres au sud-ouest de Châteaudun. Il a été maintenu dans sa noblesse par arrêt du Conseil d'État du 10 décembre 1668.
Il se marie avec Anne Parent, fille de Jean Parent, payeur des rentes, et d'Anne de Launay. Le couple a eu trois filles :
- Anne Bonne Caille a épousé Eugène de Baugy, seigneur de Villeneuve-la-Guyard, capitaine des dragons dans le régiment de La Mestre de Camp générale[1],[b].
- Marie Thérèse Caille s'est mariée avec Gilbert René des Vaux de Lévaré, chevalier, seigneur de Boisberaut au Maine[1].
- La troisième fille fut religieuse à Chelles[1].

Sur le plan professionnel, il est correcteur et auditeur ordinaire à la Chambre des comptes de Paris.
Ami du père Anselme, il recueille ses papiers après la mort de celui-ci et publie en 1712 une nouvelle édition de son principal ouvrage, l'Histoire généalogique de la maison royale de la France et des grands officiers de la couronne, mais sans vouloir y mettre son nom.
Il meurt à Paris le 20 février 1713, âgé de 82 ans (son testament date du 19 juillet 1707). Il fut enterré le 21 dans l'église de Saint-Paul, sa paroisse.
Après le décès d'Honoré Caille, ce travail est poursuivi par le père Ange de Sainte-Rosalie et par le père Simplicien, tous deux religieux au couvent des Petits-Pères à Paris.
Des manuscrits provenant du cabinet de Caille du Fourny sont conservés à la Bibliothèque nationale. Le plus connu est l'inventaire des titres des duchés de Lorraine et de Bar, qu'il a réalisé entre février 1697 et décembre 1698 selon les instructions de Pontchartrain, alors contrôleur général des finances.